# 船渡川育宏
船渡川 育宏（ふなとがわ やすひろ、1955年4月15日 - ）は埼玉県出身のプロゴルファー。

## 来歴
ジュニア時代から将来の大物と騒がれて1975年にプロ入りし、1979年のシーズン前に知人の紹介で青木功がやっていた東ノ宮CCでのトレーニングに参加したことで、青木ファミリーの一員となる。青木から色々なことを教わったが、パターが下手な船渡川に青木は『練習日に全部のグリーンで、どこのピンに対してどこに乗せればやさしいラインになるかよく見ておけ』とアドバイス。パッティングは力加減以外のことなら練習で変えることはできても、力加減だけは練習してもそうは掴めないことが分かり、グリーン周りからのショートアプローチも青木のショットを見て勉強した。
1980年の日本国土計画サマーズでは最終日、謝敏男（中華民国）と共に単独首位の郭吉雄（中華民国）に9打差の10位からスタート。この日ともにベストスコアの68でラウンドし、最終組よりも2時間近く前にホールアウトしていた。郭がハーフをこの日2オーバーで折り返したとはいえ、10番以降も14番まで手堅くパーを重ねており、2位との差は残り4ホールで5打もあったため、誰もが郭の優勝を信じて疑わなかった。
自分の車で来ていた船渡川は、普通ならコースを後にしているところであったが、最終組近くで回っている鷹巣南雄のクラブを預かる約束をしており、着替えをしてからクラブハウスでくつろいでいた。同じく68で回った謝も、郭と一緒に帰る約束をしていたためクラブハウスのレストランに上がってきていた。船渡川は自分の車の運転があるため酒は飲めず、謝はこの日運転の予定はないため、船渡川は「ベストスコア賞で奢らせてくださいよ」と謝にビールを勧めた。謝もこれに応えて杯を重ねたが、その頃に郭は15番ボギーの後に16番でダブルボギーを叩き、18番は3番アイアンの第2打を左にOBであっという間に優勝戦線から脱落。この瞬間にレストランに関係者が血相を変えて駆け込み、あたりを見回し、船渡川と謝がくつろいでいる席に向かってきて「プレーオフだよ」と伝える。戸惑いながら船渡川が「え?誰が?」と聞き返すと、関係者は呆れながら「あんたたち、二人だよ」と言った。
プレーオフを全く予想していなかった船渡川はもう一度車から靴やゴルフウェアを引っ張り出してプレーオフに臨んだが、一方の謝は、船渡川に勧められるままに飲んでしまって酩酊状態となり、勝負は既に決まっていたようなものであった。
勝負の16番パー3で船渡川はグリーン奥18mのエッジ、一方の謝も、稀代のショットメーカーとあって、右15mに見事1オンした。先にパターで打った船渡川は2mもショートしてしまうが、謝も流石に普通の状態ではなく、15mのファーストパットを揺れながら打って2m半もショート。さらにこれも外して3パットのボギーを叩いてしまい、それまで平然としていた船渡川の表情はいきなりやってきた初優勝のチャンスと共に、未体験の強烈なプレッシャーもやってきてこわばった。謝のボギーで気分的に楽になるはずが、1m半のパーパットを逆に膝が震えてなかなか打てなかった。それでも『謝さんのボギーは確定しているんだから、これを外してもまだ次のホールに行ける』と考えたら楽になり、重圧を何とか跳ね返して優勝を決めるパーパットはど真ん中からカップに吸い込まれた。
1980年の新潟県オープンでは初日を石井秀夫・田原紘・天野勝・金井清一・中嶋常幸を抑えると同時に内田袈裟彦と並んでの首位タイでスタートし、最終日には石井・金井・内田袈・横井ジョウジに次ぐと同時に栗原孝・田原を抑え、上原宏一と並んでの3位タイに入った。
1982年の札幌とうきゅうオープンでは3日目に11番ホールで1m50を沈めるなど12アンダーで首位に立ち、堂々の優勝を飾った。
1983年の日本プロでは2日目に中嶋常幸・倉本昌弘・中村通と共に通算6アンダーで首位タイとなり、3日目には倉本・中村が早々に崩れる中で中嶋に2打差2位に付けるが、最終的には中嶋・青木・羽川豊・杉原輝雄・謝に次ぐと同時に倉本・山本善隆を抑えての6位であった。大京オープンでは、決勝に進んだものの最後までもつれたシード権争いの3日目に4OBの85を叩いてしまう。
1984年のペプシ宇部では初日を尾崎将司・倉本昌弘・三上法夫・野口茂と共に68をマークして2位タイでスタートし、2日目も68をマークしてグラハム・マーシュ（オーストラリア）と並んでの3位タイに着け、3日目にはマーシュと共に首位タイに立つ。最終日にはアウトを31で回ってインでもスコアを伸ばし、ボギーなしの6バーディー、66をマーク。通算16アンダーで尾崎直道・新井規矩雄に2打差付け、2年ぶりの優勝を飾る。
1985年のゴルフダイジェストトーナメントでは3日目に15番で惜しくもバーディーパットを外すも通算12アンダーで首位をキープするが、最終的にD.A.ワイブリング（アメリカ）の逆転 を許して2位に終わる。
1986年には契約先とのクラブの調整が上手く出来ずに苦労し、それでも飛ばそうとして無理をしたことで手を痛める。9月の関東オープンで予選落ち後7試合連続予選落ちし、この時点で稼いでいた賞金額は537万円で56位と、シーズン終了時の賞金ランキング40位以内のシード権に赤ランプが点滅した中、太平洋クラブマスターズに出場。
初日に尾崎直が66をマークして首位に立ち、尾崎将も2イーグルを含む67で1打差の2位、2打差の7位に尾崎健夫と飯合肇が入ってジャンボ軍団の上位独占状態となった中、船渡川はシード転落への危機感から奮起して割って入る。初日の67に続き2日目は68をマークし、尾崎将と共に通算9アンダーで首位に並ぶ。初日、2日目と調子も良くなかったが、辛うじて残った決勝3日目の朝、調整を頼んでいたプロギアのドライバーが届く。埼玉から静岡まで知り合いが持ってきてくれた道具で、少し軽めのパーシモンヘッドを使ったところ、自分に合ったのか驚くほど飛んだ。ドライバーを替えた瞬間から、尾崎将と互角の飛ばし屋に変身すると、通算11アンダーまでスコアを伸ばし、最終日を前に2位のデビッド・グラハム（オーストラリア）に2打差の単独首位に立つ。
船渡川は「まずこれで、シード権は何とかなりそうだ」と安堵した上に優勝を狙って最終日をスタートすると、11番で2つ目のバーディを奪い通算13アンダーまでスコアを伸ばしたが、ラリー・ネルソン（アメリカ）が14番まで5バーディを積み上げ通算12アンダーで船渡川の1打差まで忍び寄る。船渡川は13番ではバンカーから寄せ切れず、14番では第2打で池に入れて連続ボギーとミスし、通算11アンダーに後退。ネルソンに首位を明け渡すが、船渡川はここで何かが吹っ切れたのか、15番のパー4で45インチのドライバーを思い切り振って300ヤードのビッグドライブ。第2打を3mにつけて1パットのバーディを奪いネルソンに並びかけると、16番では7mのロングパットを1発で単独首位に再び立った。17番をパーで上がり、18番の第2打はグリーン手前に止まっていたが、その時に待ち受ける青木ファミリーの仲間に視線を送りながら、握っていたクラブを水平に持ち替え「送りバント」のポーズをして「手堅く上がる」というアピールをした。優勝争いの勝負を決める大事なショットで内心では肝を冷やし、18番の第2打は5番アイアンで230ヤードと、左のサブグリーンを狙っていって刻んだショットのはずが、とんでもない飛距離が出ていた。寄せワンのバーディを奪い、上り4ホールで3アンダーという強烈なラストスパートで2位以下を後方に追いやった完璧な優勝であり、ネルソンも「ボギーなしの5アンダーには自分でも満足している。フナトガワが、強かったんだよ」と賛辞を贈った。18番もバーディで締め括ってガッツポーズし、長女を抱いて師匠の青木に祝福された 。テレビ中継ホールでバーディ、バーディ、パー、バーディという鮮やかな優勝劇は、その後も長く語り継がれることとなり、同年はこの1勝がものをいって賞金ランク自己最高の15位に入った。
2年後の1988年にもセベ・バレステロス（スペイン）に次いで2位に入って「太平洋の船渡川」「1年を4日で暮らす男」とも言われ、バレステロスと飛ばし合いを演じ、古いゴルフファンには非常に懐かしい「記憶に残る」選手の一人となった 。
1997年のJCBクラシックを最後にレギュラーツアー、2002年の後楽園カップを最後にチャレンジツアーから引退。
日本プロゴルフ協会理事として、プロ・アマを問わず指導者としてゴルフ界の発展に尽力 したほか、現在はPGA埼玉地区の理事として、障害者ゴルフやジュニア育成活動にも精力的に取り組んでいる。
理事としては事業企画部などを経て、2003年からは競技運営部会に移り、同年の美浦GCから日本プロの運営に携わる。試合ではディレクターと競技委員によるコースセッティングの最終確認、会場の準備、何かトラブルがあった時に出て行って謝罪したりするのが役目であった。美浦では初めてプレーイングマーカーとして選手数が奇数になる3日目と最終日に、自身がプレーする羽目になる。本来は開催コースのクラブチャンピオンに依頼するが、美浦にはクラブチャンピオンがいないということで急遽駆り出された。2日間早朝5時出勤し、自分でピンの位置をチェックした後に自分で打つという前代未聞の出来事であった。2004年のKochi黒潮CCの時は悪天候が続き、歴代初めて54ホールに短縮せざるを得ない事態になる。

## 主な優勝
- 1980年 - 日本国土計画サマーズ
- 1982年 - 札幌とうきゅうオープン
- 1984年 - ペプシ宇部
- 1986年 - 太平洋クラブマスターズ